# Corso Matteotti
Corso Matteotti, intitolato a Giacomo Matteotti, è la via principale della città marchigiana di Jesi, in provincia di Ancona.
Detta comunemente dagli jesini il Corso, è una rettilinea prospettiva urbanistica di circa 800 metri di lunghezza, con carattere pedonale e commerciale. La Passeggiata cittadina, ove si affacciano i migliori negozi della città e trovano sede studi privati, si dirama a est da piazza della Repubblica e termina a ovest, chiusa scenograficamente dall'Arco Clementino che immette verso l'ottocentesco Viale Cavallotti.

## Storia e descrizione

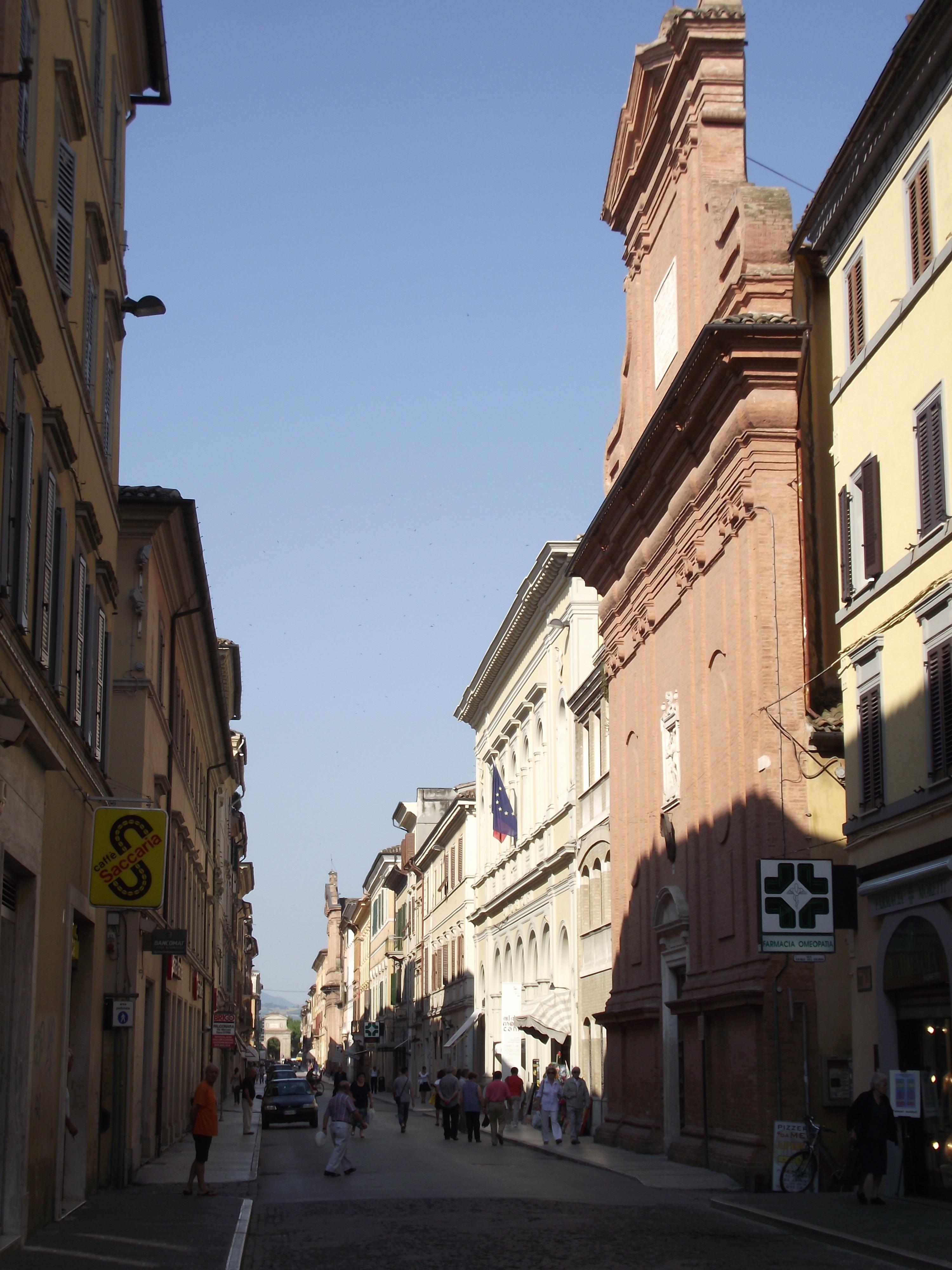
Veduta del corso verso l'Arco Clementino.

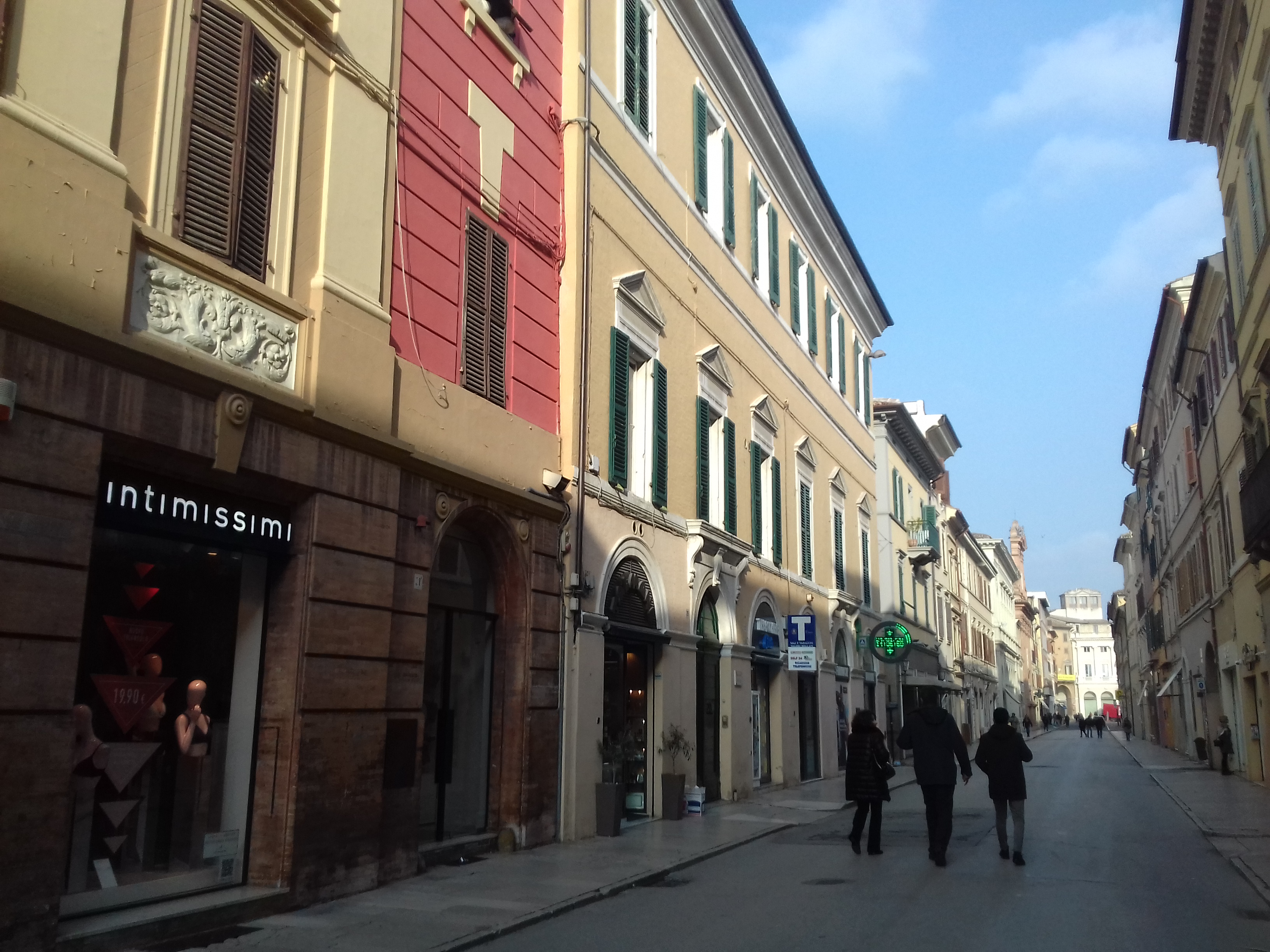
Il corso con palazzo Grizi.

Anticamente tutta l'area intorno al corso, a partire dalle mura, quindi dall'Arco del Magistrato (già Porta Romana) verso ovest, era detta Contrada di Terravecchia. Secondo una leggenda nell'anno 847 Jesi fu distrutta da un terremoto o più probabilmente venne distrutta dall'incursione degli Ungari del X secolo. I superstiti si rifugiarono proprio in quest'area, dove sorgeva l'antica chiesa di San Nicolò che per l'occasione venne elevata a dignità vescovile. Circa un secolo dopo la gente rientrò nella città romana, forse per difendersi dai Saraceni, e quest'area rimase una piccola borgata intorno alla chiesa.
Nel XV secolo venne eretto, poco lontano dalla chiesa, un piccolo oratorio dedicato alla Madonna, che si sviluppò enormemente nel XVI-XVII secolo quando divenne l'attuale Santuario delle Grazie con annesso convento dei Carmelitani.
Dalla fine del XVII secolo e per gran parte del XVIII, tutta la zona di Terravecchia iniziò ad attirare le famiglie nobiliari cittadine che pian piano vi costruirono le nuove dimore secondo i canoni dell'epoca e si tracciò l'assetto definitivo della strada. Fra tutte spicca Palazzo Pianetti, che sorge nella parallela meridionale del corso. Fra i maggiori complessi sono quelli eretti dalle famiglie Grizi, Honorati e Mereghi.
Anche gli ecclesiastici non tardarono ad arrivare, i quali costruirono conventi, chiese, orfanotrofi e il nuovo Ospedale di Santa Lucia, trasferito da piazza Federico II.
Nel 1734, la prospettiva venne chiusa con l'erezione dell'Arco Clementino.
Accanto alla chiesa di San Nicolò si erge il monumento a Giovanni Battista Pergolesi nell'omonima piazza, musicista che dà il nome anche al teatro cittadino situato in piazza della Repubblica. La piazza è stata oggetto di lavori biennali conclusi nel 2020.

## Luoghi d'interesse

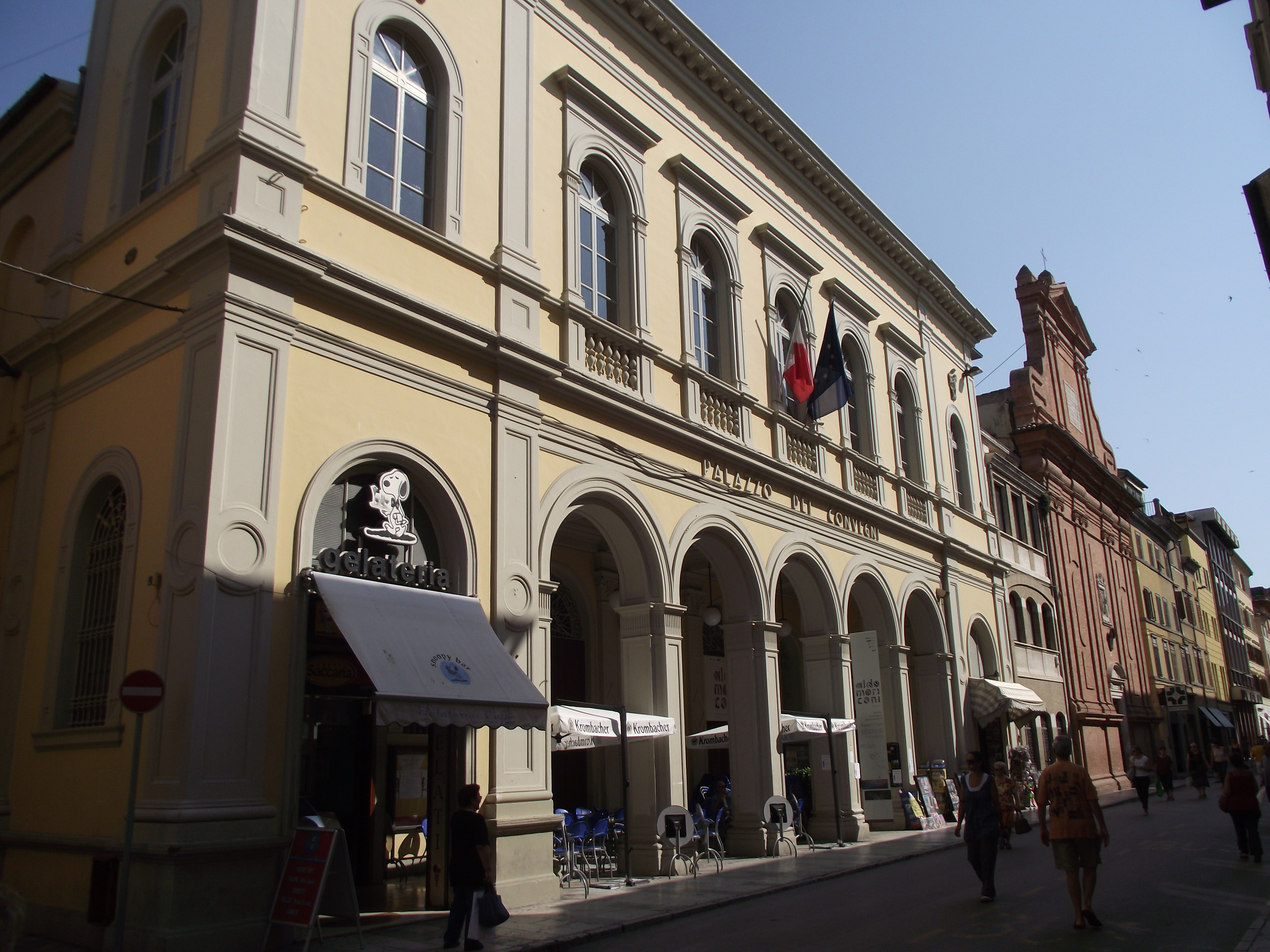
Palazzo dei Convegni e Chiesa di San Giovanni Battista.

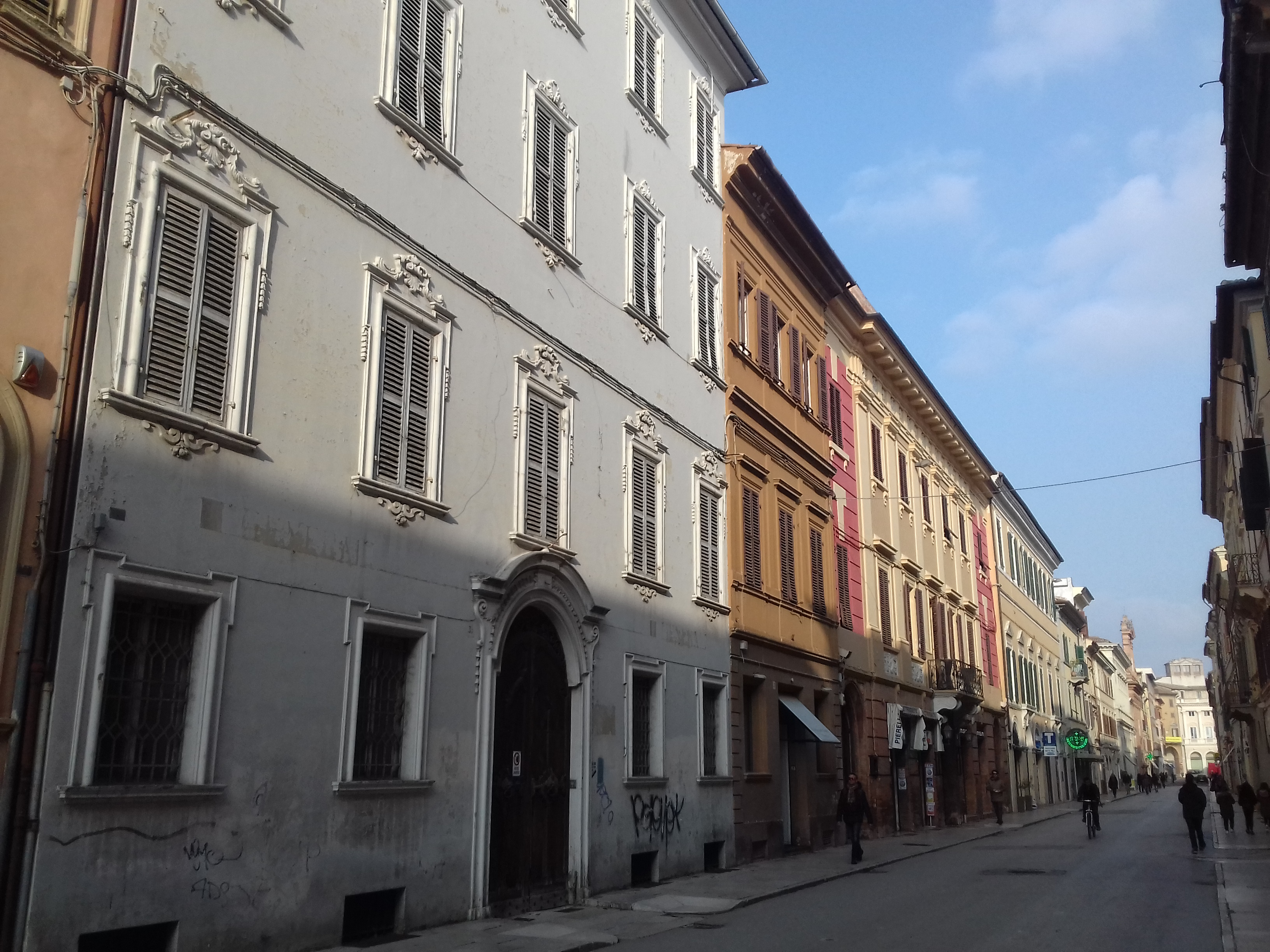
Veduta del corso con Palazzo Flori e Palazzo Franchetti-Honorati.

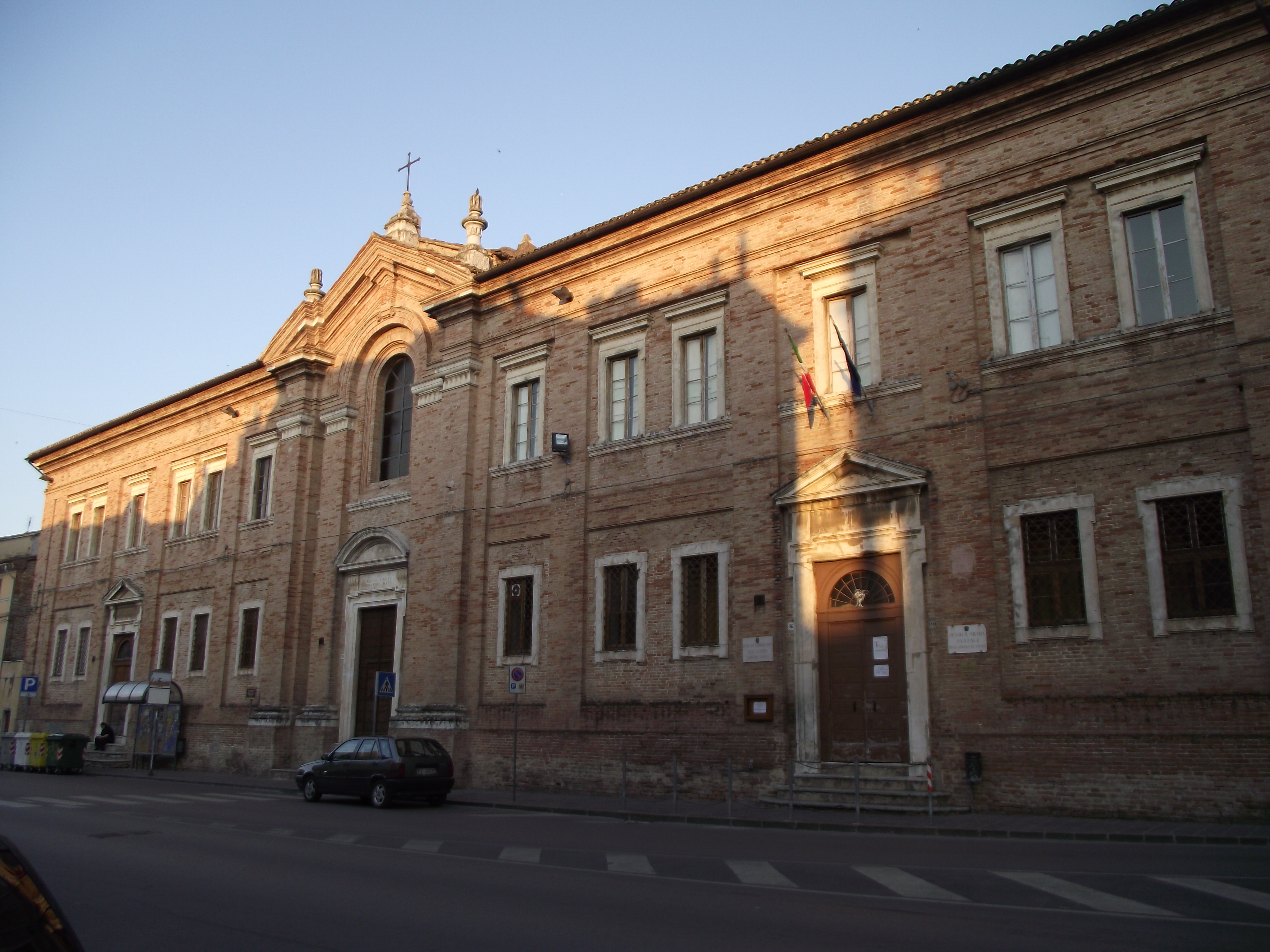
L' ex-Orfanotrofio femminile.

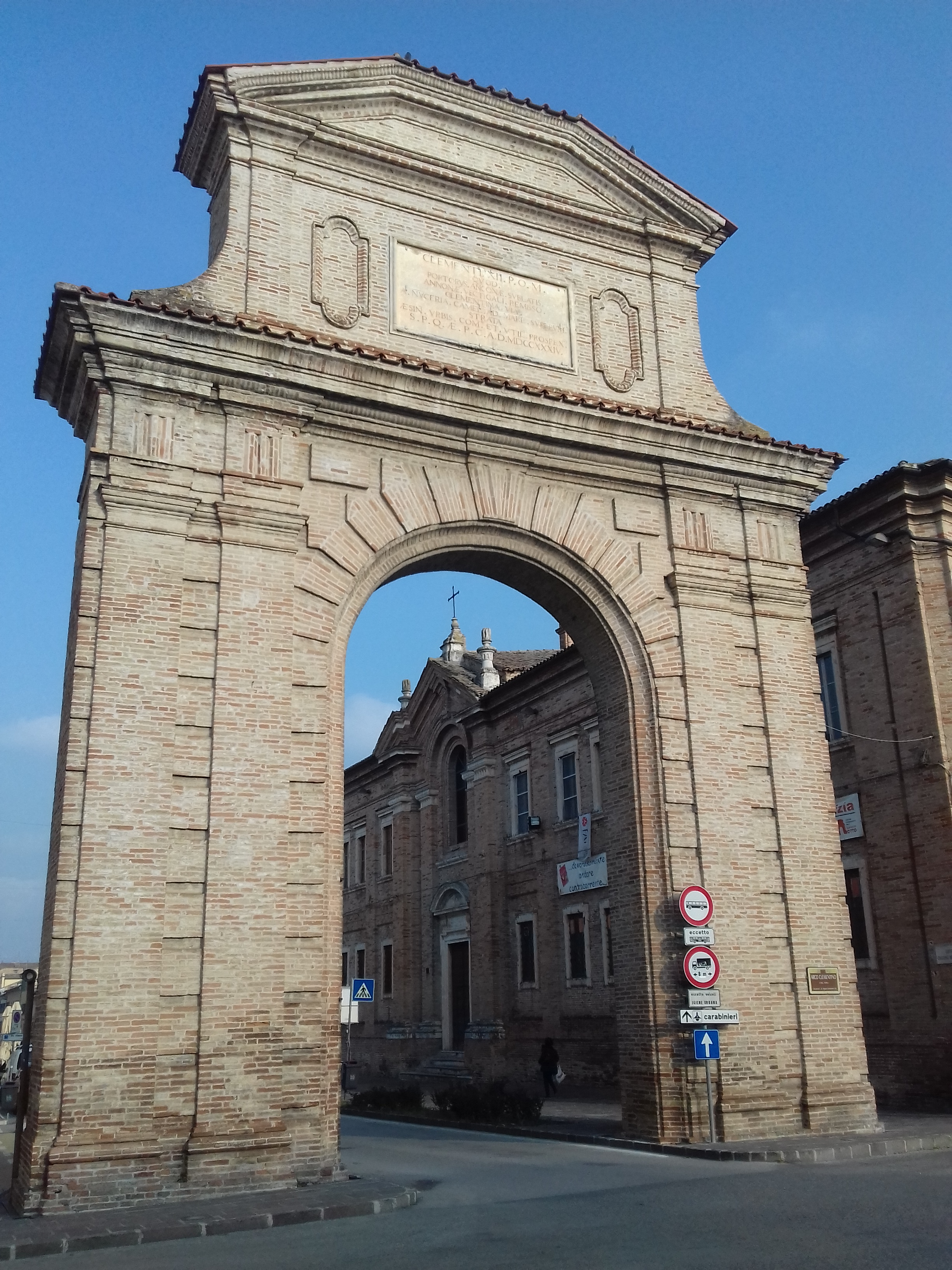
L'Arco Clementino.

La lunga via accoglie notevoli opere architettoniche, civili e religiose:
Sul lato destro (settentrionale) partendo da piazza della Repubblica :
- al n° 15 la Chiesa di San Giovanni Battista, eretta nel XVI secolo su un edificio preesistente, venne decorata dai Padri Filippini in un lussureggiante stile barocco.
- al n° 17 il Palazzo dei Convegni, già convento delle Clarisse, passato al Comune venne ricostruito nel 1885 su progetto dell'architetto Antonio Benvenuti per accogliervi le Poste. Lo stile eclettico dell'epoca trae ispirazione dal Rinascimento; presenta una monumentale facciata su loggiato terreno e all'interno la grande sala è coperta da un ricco soffitto a cassettoni e rosoni. Oggi è sede di convegni e mostre.
- al n° 29 il Palazzo Grizi, eretto nel XVIII secolo, conserva all'interno uno scalone e soffitti istoriati dell'epoca.
- al n° 31 il Palazzo Franchetti-Honorati, dalla ricca facciata dai toni rosso e ocra, venne eretto nel XVIII secolo e presenta un sapore già neoclassico. All'interno pregevoli soffitti decorati a grottesche.
- al n° 35 il grazioso Palazzo Flori, dalla facciata bianca a delicati stucchi di stile tardobarocco.
- al n° 37 è Palazzo Fossa che conserva del XVIII secolo, solo la facciata col portale. L'interno venne completamente rifatto per ospitarvi i Grandi Magazzini Gabrielli.
- al n° 43 sorge il Santuario della Madonna delle Grazie
- al n° 45 il Palazzo Mereghi antico convento seicentesco delle suore benedettine che lo abbandonarono nel 1863. Acquistato dal marchese Raffaele Mereghi ne affidò la trasformazione in residenza cittadina all'architetto comunale Antonio Benvenuti, che nel 1878 ne ridisegnò l'insieme inglobandoci la chiesa conventuale di Sant'Anna.
- al n° 51 è Palazzo Franciolini, del XVIII secolo, con all'interno soffitti affrescati con scene mitologiche da Felice Giani.
- al n° 83 sorge il grande complesso del vecchio Ospedale di Santa Lucia, costruito fra il 1743 e il 1757 per volere del vescovo Fonseca in sostituzione dell'ormai insufficiente ospedale di Piazza Federico II. L'architetto Arcangelo Vici, compose un grande progetto conventuale-ospedaliero, incentrato sulla cappella centrale cupolata. La facciata presenta decorazioni alle finestre e portali tardobarocchi.

Sul lato sinistro (meridionale) partendo da piazza della Repubblica :
- al n° 26 è Palazzo Honorati, settecentesco, ristrutturato nell'800 dall'architetto locale Raffaele Grilli.
- al n° 38 è Palazzo Fiordelmonte, settecentesco, con all'interno decorazioni floreali ottocentesche dovute al pittore locale Giulio Marvardi.
- al n° 40 è il Palazzo Salvoni, attiguo al precedente, che fa angolo con piazza Pergolesi.
- al n° 42 è la Chiesa di San Nicolò, dall'altro lato di piazza Pergolesi, venne eretta nel XII secolo e modificata nel XIII. L'edificio, già amministrato dai Templari, è uno dei più antichi della città.
- al n° 46-48 è il Palazzo dell'ex Appannaggio che erge la grandiosa facciata su una lunga parte del corso. Sorse per volontà della nobiltà jesina all'inizio del XVII secolo come monastero per le giovani aristocratiche. In era napoleonica il monastero fu soppresso e l'edificio passò di proprietà a Eugenio di Beauharnais, prima, e dal 1845 allo Stato e in seguito al Comune che lo destinò a liceo.
- al n° 50 la Caserma di San Martino, già Monastero della Trinità, nel 1881 l'architetto comunale Antonio Benvenuti lo trasformo in caserma, dotandolo della bella facciata sul corso. In seguito divenne sede dell'Istituto Tecnico Industriale.
- al n° 52 la facciata della Scuola Industriale, appena arretrata, venne realizzata nel 1923 dall'ingegner Vannozzi che si ispirò ai fasti imperiali romani. Ricca di lesene ioniche, stucchi e decorazioni che raffigurano Allegorie degli Studi e dei Mestieri.
- al n° 96 è l'ex Orfanotrofio femminile, che sorge in fondo al corso, fu voluto dal vescovo Ubaldo Baldassini e costruito nel 1771-75. Presenta una fastosa facciata barocca in laterizi incentrata sulla centrale cappella di Sant'Ubaldo. Il progetto del complesso, dapprima ritenuto di Mattia Capponi, venne infine attribuito all'architetto romano Virginio Bracci.

Chiude la prospettiva del corso, verso ovest, il settecentesco Arco Clementino e verso est, sul fondo di piazza della Repubblica, il neoclassico palazzo Magnaneli, eretto nel XIX secolo al posto del torrione meridionale della rocca Pontelliana.